# شیرمرغ کمانی
شیرمرغ کمانی یا علف تگرگی کمانی (نام علمی: Ornithogalum arcuatum)  یکی از گونه‌های سردهٔ شیرمرغ است. ارتفاع گیاه ۶۰ سانتیمتر است. گونهٔ باشکوهی است که دمگل های خمیدهٔ آن در فصل میوه بلندتر می‌گردند. قطعات گلپوش سفید مایل به کرم آن به طول ۱۰ تا ۱۲ میلی‌متر بوده که هر یک نواری به رنگ زرد کمرنگ مایل به قهوه‌ای یا بعضی مواقع سبز غیر مشخص در سطح خارجی خود دارند. در منطقهٔ زاگرس این گونه اغلب در مزارع می‌روید اما در دره لار در نزدیکی دماوند بوته‌های پرپشتی از آن در دشت‌های کنار رودخانه دیده می‌شود. فصل گلدهی اردیبهشت تا خرداد ماه است.